# Oratha
Oratha is een geslacht van vlinders van de familie spanners (Geometridae), uit de onderfamilie Ennominae.

## Soorten
- O. boreas Butler, 1882
- O. parva Butler, 1882
- O. sericea Butler, 1862
- O. significata Walker, 1863